# Mamnoon Hussain
Pour les articles homonymes, voir Hussain.
Mamnoon Hussain, né le 23 décembre 1940 à Agra (Inde) et mort le 14 juillet 2021 à Karachi, est un homme d'affaires et homme d'État pakistanais. 
Membre de la Ligue musulmane du Pakistan (N), il est gouverneur du Sind pendant quelques mois, en 1999, et est président de la République de 2013 à 2018.

## Vie personnelle
Mamnoon Hussain est né le 23 décembre 1940 à Agra, dans l'actuelle Inde. Ourdouphone, sa famille émigre à Karachi en 1949 après la partition des Indes.
Homme d'affaires dans l'industrie textile, il est président de la chambre de commerce de Karachi.

## Carrière politique

### Fidèle de Nawaz Sharif
Il commence sa carrière politique en 1969 et rejoint la Ligue musulmane du Pakistan puis l'Alliance démocratique islamique et enfin la Ligue musulmane du Pakistan (N) après la scission de 1993. Après la révocation du Premier ministre Nawaz Sharif durant l'été 1993, il est vu comme potentiel successeur de celui-ci à la tête de la ligue alors qu'il est président de la section sindie.
Conseiller du ministre en chef du Sind Liaquat Ali Jatoi entre 1997 et 1998, il est nommé gouverneur du Sind en juin 1999, poste qu'il occupe durant une période très courte du fait du coup d’État du 12 octobre 1999 qui renverse le Premier ministre Nawaz Sharif et provoque la suspension de la Constitution. Alors que le pouvoir militaire chercher à isoler Nawaz Sharif, Mamnoon Hussain lui reste fidèle.
Lors des élections législatives de 2002, il se présente dans la douzième circonscription de Karachi mais ne remporte qu'environ 8 % des voix, alors que son parti subit une défaite importante au niveau national.

### Président de la République
Proche et fidèle de Nawaz Sharif,, il devient président à la suite des élections législatives du 11 mai 2013, qui ont été marquées par la défaite du Parti du peuple pakistanais (PPP) au pouvoir, la nette victoire de la Ligue musulmane du Pakistan (N) et le retour de Nawaz Sharif au poste de Premier ministre.
Il est élu président de la république islamique du Pakistan le 30 juillet 2013,,, par le collège électoral avec 432 voix, contre 77 pour Wajihuddin Ahmed, du Mouvement du Pakistan pour la justice et alors que le PPP a boycotté le scrutin pour dénoncer une campagne trop courte. Il démissionne de son parti peu après pour s'afficher comme un président indépendant.
Le 9 septembre 2013, il remplace Asif Ali Zardari. Durant son mandat, il reste fidèle au gouvernement de la ligue alors que son poste est essentiellement honorifique depuis l'amendement constitutionnel de 2010 qui redonne le pouvoir au Premier ministre. Il ne se prononce pas sur les sujets politiques durant sa présidence et est même qualifié d'« invisible ». Il s'engage toutefois dans des campagnes de vaccinations contre la polio dans les régions tribales. 
Le 9 septembre 2018, Arif Alvi lui succède à la suite des élections législatives qui voient la défaite de la ligue.

## Mort
Mamnoon Hussain meurt le 14 juillet 2021 dans un hôpital privé de Karachi, des suites d'un cancer diagnostiqué en février 2020.